# Adășeni (Botoșani)
Adășeni ist eine Gemeinde im Kreis Botoșani in der Region Moldau in Rumänien. Sie besteht aus den beiden Dörfern Adășeni und Zoițani.